# Бург (замок)
Замок Бург, или Шлоссбург (нем. Schloss Burg, Schlossburg an der Wupper) — замок в немецком Золингене, земля Северный Рейн-Вестфалия. Является самым крупным восстановленным замком земли Северный Рейн-Вестфалия и популярной туристической достопримечательностью.

## История
Вся история замка тесно связана с графством, позднее герцогством Берг (нем. Berg). В начале XII века (после 1133 года) граф Адольф II Бергский построил замок на горе над рекой Вуппер. Изначально замок называли Нойенберг (нем. Neuenberge, буквально «Новая гора»). И только в XV веке замок получил своё нынешнее название.
Главное здание замка было построено в 1218—1225 годах архиепископом города Кёльна графом Энгельбертом II Бергским. В XIII—XIV вв. замок был основным местом жительства графов Бергских. В 1380 году король Венцель пожаловал Вильгельму II Бергскому титул герцога, после чего столицей герцогства стал Дюссельдорф.
В XV веке была произведена реконструкция замка, после чего он стал охотничьим замком и получил своё нынешнее название. Замок также использовался для торжественных церемониальных событий. В 1496 году здесь состоялась помолвка дочери Вильгельма, герцога Юлих-Бергского Марии с наследником Клевского герцогства, будущим герцогом Иоганном III Миролюбивым. Их свадьба состоялась в этом замке через 14 лет и привела к объединению герцогства Юлих-Клеве-Бергского.
В 1632 году во время Тридцатилетней войны замок подвергся осаде шведских войск, а после войны, в 1648 году, укрепления замка разрушили имперские войска (в том числе стены и ворота). В 1700 году главное здание замка восстановили и стали использовать как административное, а в 1849 году разрушенный замок продали.
В 1882 году архитектор Герхард Август Фишер предложил восстановить замок по чертежам и рисункам XVI века. 3 августа 1887 года была создана «Ассоциация по сохранению замка Шлоссбург ан дер Вуппер». В 1890 году началась реконструкция замка, которая длилась в течение 24-х лет, и закончилась в 1914 году. В работе принимали участие живописцы из Дюссельдорфской академии художеств. На реконструкцию было потрачено около 1,5 млн марок. Однако ночью 26 ноября 1920 года в результате сильного пожара большая часть замка была разрушена. После этого случая, чтобы собрать деньги на реконструкцию, вход в замок сделали платным. Повторная реконструкция проводилась с 1922 по 1925 год. В 1929 году скульптор Пол Винанд создал памятник владельцу замка архиепископу Энгельберту II. После реконструкции замок приобрёл вид, соответствующий приблизительно 1715 году.
До 1975 года Шлоссбург был независимым городком, после чего вошёл в состав Золингена. В настоящее время замок является популярным туристическим местом. В замке действует музей графства Берг и находятся несколько исторических памятников разных эпох. С 2005 года на территории замка проводятся археологические раскопки.

## Архитектура
Замок расположен на высоком холме. Дойти до внутреннего двора замка от подножия холма можно за 10—15 минут, но можно подняться на подъёмнике.
Из самых заметных помещений замка можно выделить Рыцарский зал, Каминный зал, Родовой зал и часовню. Во внутреннем дворе замка возвышается 18-метровая Осадная башня, в которой расположен музей. Возле неё находится Колокольная башня с тремя колоколами. Один колокол был снят с собора в Восточной Пруссии, а два других — из церкви Св. Якова во Вроцлаве.
Между Рыцарским и Каминным залами расположен Родовой зал, украшенный родословной германских императоров. Часовня построена в готическом стиле. Её использовали члены семьи владельца замка. Над алтарём часовни расположена деревянная скульптура архангела Михаила. В часовне и в наше время проводятся бракосочетания.
Центром замка является Каминный зал, стены которого украшены картинами из жизни замка в средние века. Зал Рыцарей имеет размеры 25 на 13 метров, он использовался для приёма гостей и проведения праздников и фестивалей.
Во дворе замка выставлены на обозрение различные орудия пыток, пушки и памятники владельцам замка.

## Фотогалерея
- Часы на колокольне
- Статуя графа Энгельберта II
- Канатный подъёмник к замку
- Внутренний двор